# Katri Lipson
Katri Lipson (Helsinki, 1965–) finn író.
Orvosi tanulmányait az Uppsalai Egyetemen végezte 1993-ban. Orvosként Skandináviában és Afrikában is dolgozott. Kosmonautti (2008) című debütáló regénye felkerült a Finlandia-díj 2008-as szűkített listájára, a Helsingin Sanomat elsőkönyves díjat pedig elnyerte. Második regénye, A fagylatos (Jäätelökauppias, 2012) elnyerte az Európai Unió Irodalmi Díját. A kötet magyar nyelven is elérhető.

## Magyarul
- A fagylaltos; ford. Panka Zsóka; Typotex, Bp., 2015 (Typotex világirodalom)  ISBN 9789632798486

## Fordítás
- Ez a szócikk részben vagy egészben  a   Katri Lipson című angol Wikipédia-szócikk ezen változatának fordításán alapul.  Az eredeti cikk szerkesztőit annak laptörténete sorolja fel. Ez a jelzés csupán a megfogalmazás eredetét és a szerzői jogokat jelzi, nem szolgál a cikkben szereplő információk forrásmegjelöléseként.